# Dubinectes intermedius
Dubinectes intermedius is een pissebed uit de familie Munnopsidae. De wetenschappelijke naam van de soort is voor het eerst geldig gepubliceerd in 2006 door Malyutina & Brandt.